# Gaston Vassy
Gaston Pérodeaud dit Gaston Vassy, né le 9 janvier 1847 à Paris où il est mort le 23 février 1885, est un journaliste et écrivain français, qui fut l'un des pionniers du publireportage et l'auteur de canulars et de récits fantaisistes.

## Biographie

### Origines et débuts
Issu d'un milieu bourgeois, Lucien Henri Gaston Pérodeaud est le fils de Anaïs-Lucie Guillemard et de Jean Adolphe Maurice Pérodeaud, ingénieur de la Compagnie des chemins de fer de Paris à Lyon et à la Méditerranée, secrétaire du conseil d'administration de la Compagnie du chemin de fer de Paris à Orléans, et surtout qui fut à ses débuts, en 1848, rédacteur-en-chef de La Presse et un ami d'Émile de Girardin. Élève au lycée Louis-le-Grand, Gaston s'y fait remarquer le 28 janvier 1865, par des poèmes, publiés dans la foulée (Vers lus au banquet de la St-Charlemagne, E. Donnaud), publication intervenant juste après la mort de son père ; passé le baccalauréat, il est ensuite envoyé deux ans en Angleterre pour y étudier le commerce.

### Pérodeaud journaliste
À partir de 1867, sous le nom de Pérodeaud, il est journaliste, fréquente la « République du Croissant » et va y multiplier les emplois. En avril 1868, il devient secrétaire de rédaction pour Le Yacht, le bulletin officiel du Yacht Club de France dirigé par Léon Grimoult, société qui publie également Le Paquebot, un journal de navigation et de voyages, dont Pérodeaud devient le rédacteur en chef. Pour le journal d'opposition La Cloche, à partir du 19 décembre 1869, Louis Ulbach l'emploie comme secrétaire, responsable de la revue de presse. Puis il collabore à La Liberté (1870) où il commence à publier de courts faits divers revus sous l'angle du merveilleux ou de l'absurde, et où il signe ses comptes rendus de théâtres « Punch ». En janvier 1870, en un quartier où rôde Isidore Ducasse, il publie un recueil intitulé Contes en prose, avec Victor Vernhes, à La Librairie internationale A. Lacroix (13 rue du Faubourg-Montmartre) ; cet opuscule contient un récit inspiré par la science, « Le Microscope ». En février 1870, il débute à La Libre pensée, un hebdomadaire philosophique anti-religieux, et entame la publication d'un feuilleton intitulé Fo-Ki-Eng, qu'il poursuit en avril avec L'Étrange histoire d'un astronome.

### Le frénétique Gaston Vassy
Après l'entrée en guerre de la France et la proclamation de la République, le 4 septembre 1870, Pérodeaud signe dans Le Tribun du peuple et Le Peuple souverain. Puis il est sans doute mobilisé durant le Siège de Paris, et il se lie d'amitié avec le journaliste et dramaturge Jules Cardoze, alors capitaine des gardes nationaux de la Seine. Le 18 novembre 1871, Le Peuple souverain annonce leur prochaine collaboration théâtrale, une féerie intitulée Les Sept Cadavres. Il quitte La Cloche en décembre 1872, à la mort du journal.
Signant désormais « Gaston Vassy », il fait ses débuts au Figaro comme reporter en mai 1872. Il enchaîne les collaborations avec L'Événement, La Lanterne, Gil Blas, L'Écho de Paris, Le Radical... Dans le même temps, il mène d'autres activités. Littéraire d'abord, continuant d'écrire des contes, des « histoires excentriques » (dans Le Figaro), mais aussi des vaudevilles et autres folies avec son complice Jules Cardoze. Par ailleurs, Pérodeaud se constitue une armée d'informateurs, qu'il rémunère, afin que ceux-ci lui remontent des informations et parfois des indiscrétions, commises par exemple en mars 1877, à l'encontre de Henri de Lambertye-Tornielle et son épouse Blanche Pouyer-Quertier que se trouvent diffamés : Pérodeaud mais aussi les patrons du Figaro et de deux autres journaux sont alors condamnés à de très lourdes amendes. Il semble que ce soit cette affaire qui poussa le journal à licencier Pérodeaud,. D'autre part, Pérodeaud pratiquait depuis 1874 une forme de publireportage, contactant les grandes boutiques parisiennes comme L.T. Piver, Corcellet, Seugnot, Les magasins du Pont-Neuf, etc., pour leur proposer d'éditer des livrets historiques illustrés revenant à fonder une sorte de légende liée à la marque, procédé sans doute assez novateur. C'est à la fin des années 1870 qu'il s'attire de nombreux ennemis, il agace, on dit de lui qu'il est un plaisantin, qu'il a gagné des millions qu'il dépense aussitôt en frais de bouche, en réclames et en informateurs ; enfin on lui soupçonnait d'autres pseudonymes dont celui de « Psit » quand il remplaça Adrien Marx aux « indiscrétions » du Figaro. 
Au Figaro encore, en tant que chef des reporters, il eut l'idée de proposer une carte de presse nominative, qui n'existait pas encore, dans le numéro du 15 janvier 1874, où il dénonce l’utilisation frauduleuse du titre de reporter et des avantages qui en découlent. Cet annonce de Vassy fait écho à de réelles usurpations relevées par lui-même au cours des mois précédents. Ainsi, le 22 décembre 1873, il portait plainte au parquet contre un certain Henri Goepp, qui « s’en allait dans les cafés du quartier latin, empruntant de l’argent çà et là, en se disant faussement reporter du Figaro ». Goepp fut condamné.
Ironiquement, Péroneaud/Vassy fut aussi, outre à travers ses écrits (cf. ci-dessous) un auteur de « canards », autrement dit de fausses nouvelles, démenties parfois comme canulars ou mystifications (parmi des dizaines, citons de faux poèmes de Baudelaire ou de Musset).

### Fin de vie
En 1883, il devient subitement aveugle. Il prend alors un secrétaire. Le 23 février 1885, âgé de 38 ans, il meurt chez lui rue de La Pompe des suites d'une péritonite. Il laisse une veuve et deux fillettes.

## Écrits

### Sous le nom de Pérodeaud
- Contes en prose, avec Victor Vernhes, Librairie Albert Lacroix, 1870.

### Sous le nom de Vassy
- La Chasse des quatre fils Aymon, légende du temps de Charlemagne, Articles spéciaux et recommandés de la maison Günther et Cie [armurier], Paris, D. Gayet, 1874.
- Le Loup blanc, conte inédit par le roi Henri IV, D. Gayet, 1874.
- La Reine des fleurs, légende hindoue, L.T. Piver parfumeur, Paris, 1874 — sur Gallica.
- Paris pittoresque. Le Caveau des Aveugles, La Maison du pauvre diable, Alcan-Lévy, 1874.
- À tous ceux qui ont une bouche, variations sur les dents, Paris, chez Louis-Ernest, chirurgien-dentiste, 1874.
- Le Panthéon parisien du commerce et de l'industrie, portraits de grands commerces parisiens, s.e., 1875.
- Almanach, 1876.
- Les Grandes maisons de Paris. La Maison Corcellet : au Gourmand, Au 104 Palais-Royal, 1876.
- À tous ceux qui ont un estomac, Heymann, 1877.
- Le Combat des Amazones, pantomime à grand spectacle, écrit avec Jules Cardoze, Nouvel Hippodrome de Paris, créé le 19 août 1877.
- Les Lunettes d’or, histoire de chasse, 1881.
- Le Club des guillotinés, feuilleton écrit avec J. Cardoze (sous le pseud. de « Rocambole »), Impr. Guérin et Cie, Le  Club – Bibliothèque  parisienne, 1883.

### Des histoires étranges
Plusieurs récits qui parurent dans la presse à partir de 1872 peuvent être qualifiés d'étranges, fabulistes, absurdes ou fantaisistes, et pourtant écrits dans le style propre aux brèves des faits-divers, avec une remarquable précision, sans gras aucun. L'auteur qui les plaçait là, sans avertir ses lecteurs, jouait sur cette ambiguïté, et jubilait quand ses confrères, du moins au début, relayaient « l'information » dans leurs colonnes. Parmi ses textes :
- « L'ondine aux sangsues », Le Figaro n° 232, 19 août 1872 ; reprise sans signature dans La Lanterne, n° 1813, 8 avril 1882, et présenté comme un fait-divers authentique.
- « Dévoré par un piano », Gil Blas n° 463, 23 février 1881 ; repris sous le titre « Le Piano anthropophage, » et signé du pseudonyme Sifflet, La Lanterne n° 25, 21 décembre 1884.
- « Le coucou » et « L'horloge-cercueil », Gil Blas, n° 546, 17 mai 1881.
- « Le train des suicidés », Gil Blas n° 66, 13 septembre 1881.
- « L'âme en pilule », Gil Blas n° 742, 29 novembre 1881.
- « Le homard-lapin », Le Frondeur n° 161, Liège, 7 avril 1883[15].